# Pustki (Wrocław)

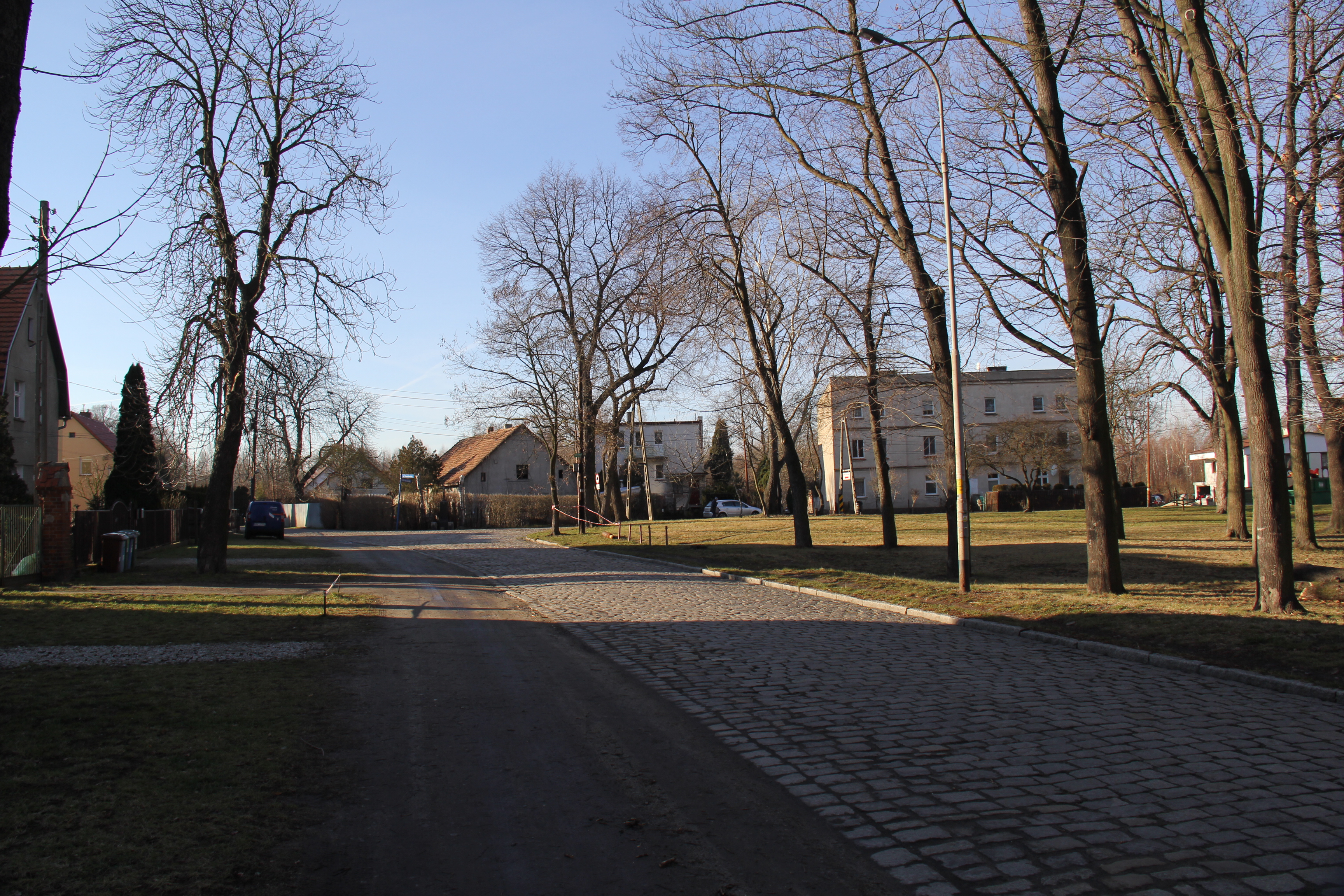
Osiedle Pustki - skwer przy ul. Trzmielowickiej

Pustki (niem. Klein Heidau) – część wrocławskiego osiedla Leśnica, w ramach tego osiedla graniczące z Leśnicą (na północy), Żarem (na zachodzie), Ratyniem (na południu) i Złotnikami (na wschodzie). W granicach miasta od 1928.

## Historia
Dawniej folwark należący do Ratynia. Na mapie z 1630 bez nazwy, w 1736 wzmiankowany jako Klein Heyde (Mała Puszcza), potem Klein Heidau. W 1795 zamieszkany przez siedmiu zagrodników. W roku 1883 utworzono tu – między dzisiejszymi ulicami Trzmielowicką (niem. Heidauerstraße) a Serowarską (Lindenallee) – cmentarz ewangelicki dla Leśnicy (wówczas jeszcze samodzielnego miasteczka Deutsch Lissa). Przy skrzyżowaniu Lindenalee i Ahornallee (dziś Serowarskiej i Alei Klonowej) postawiono pomnik ku pamięci ofiar I wojny światowej, mieszkańców Klein Heidau; pomnik ten nie zachował się do dziś.

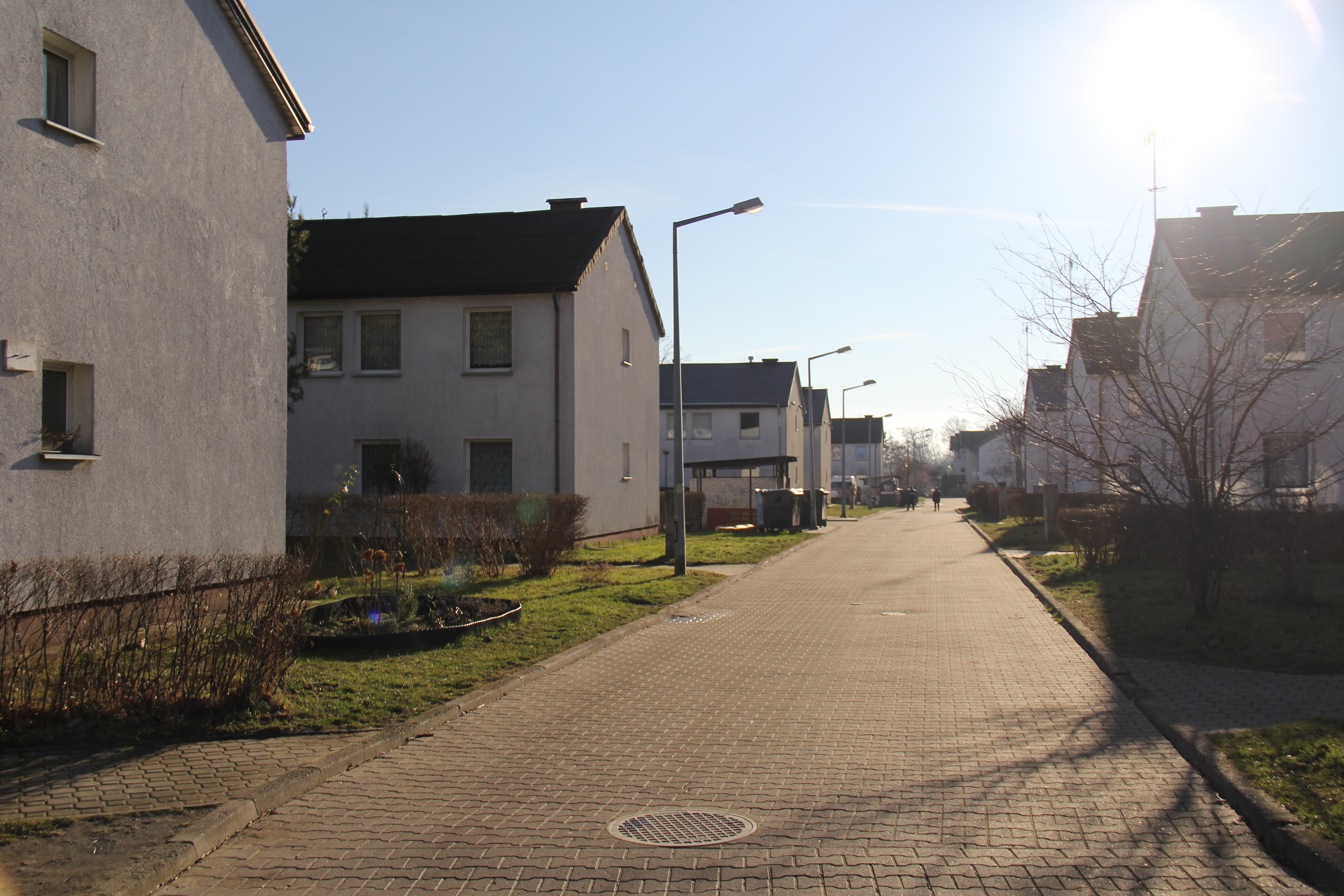
Osiedle bloków przy ul. Miodowej

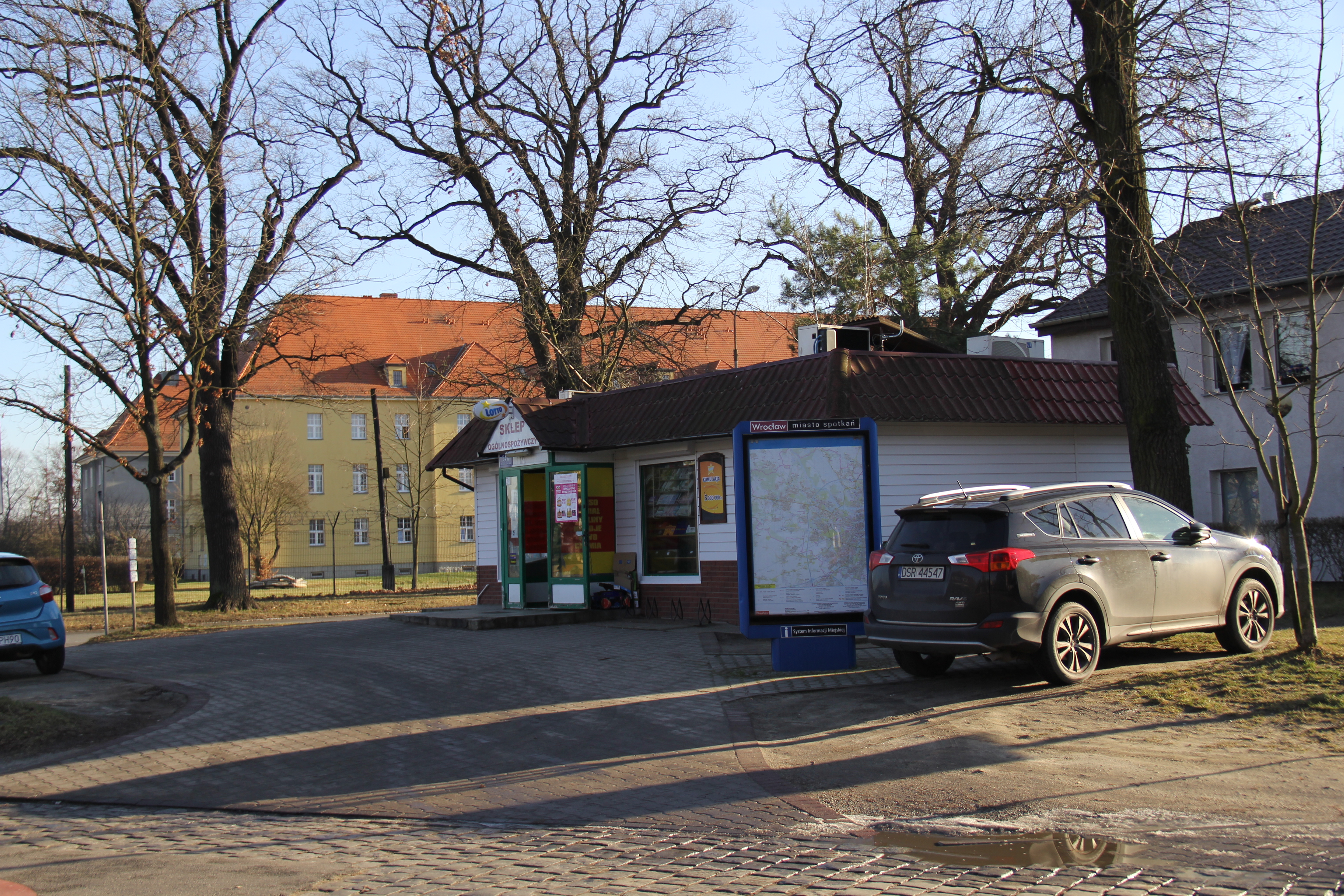
Sklep spożywczy przy skrzyżowaniu ul. Trzmielowickiej i Miodowej. W tle widać jednostkę wojskową

W 1928, wraz z Leśnicą i okolicznymi wsiami, Pustki przyłączono do Wrocławia. Pod koniec lat 30. wybudowano przy dzisiejszej ulicy Trzmielowickiej 28 koszary Waffen-SS. Po II wojnie światowej osiedle nosiło krótko kilka innych nazw: Hajdówek, Pustosze i Stare Błonie, a koszary zajął 10. Wrocławski Pułk Dowodzenia. W latach 70. osiedle zostało rozbudowane. Po powodzi tysiąclecia, w latach 1997–1998, przy ulicy Miodowej wybudowano małe osiedle dla osób poszkodowanych przez powódź. Osiedle dwukondygnacyjnych domów szeregowych wybudowano na początku XXI wieku przy ulicy Pusteckiej.

## Komunikacja
Na osiedlu zlokalizowane są 3 przystanki komunikacji miejskiej (Serowarska, Trzmielowicka, Pustecka). Zatrzymują się na nich autobusy linii 117 (Leśnica-Ratyń/Jerzmanowo (Cmentarz)) i 917 (Leśnica-Gałów). Dawniej trasowane tamtędy były również kursy wariantowe linii 138.

Przez osiedle, wzdłuż ulicy Trzmielowickiej, przechodzi żółty Szlak dookoła Wrocławia im. doktora Bronisława Turonia.